# Xã Morcom, Quận St. Louis, Minnesota
Xã Morcom (tiếng Anh: Morcom Township) là một xã thuộc quận St. Louis, tiểu bang Minnesota, Hoa Kỳ. Năm 2010, dân số của xã này là 94 người.